# Sint-Andreaskerk (Steenwijkerwold)
De Sint-Andreaskerk is een rooms-katholieke kerk in de Overijsselse plaats Steenwijkerwold.

## Geschiedenis
De kerk werd in de jaren 1912/1913 gebouwd door de architect Wolter te Riele als vervanging van de in 1830 op die plek gebouwde kerk. De kerk staat in de buurtschap Gelderingen. De basilicale kerk heeft drie beuken. Op het dak is een dakruiter geplaatst. Aan de westzijde van de kerk bevindt zich een kerkhof. Het kruisbeeld op het kerkhof bij de kerk werd in 1880 geschonken door Titus Groenestege en zijn echtgenote Apollonia Barbara Spitzen. Voor het kruisbeeld liggen diverse pastoors van de kerk begraven. Achter het kruisbeeld bevindt zich de Mariakapel van de kerk. De kapel werd ter gelegenheid van het honderdjarig bestaan van de Andreaskerk in 2012 plechtig ingewijd. Nabij de kerk lag het uitgebreide complex van het liefdesgesticht "De Voorzienigheid", waartoe ook de pedagogische academie te Steenwijkerwold behoorde. 

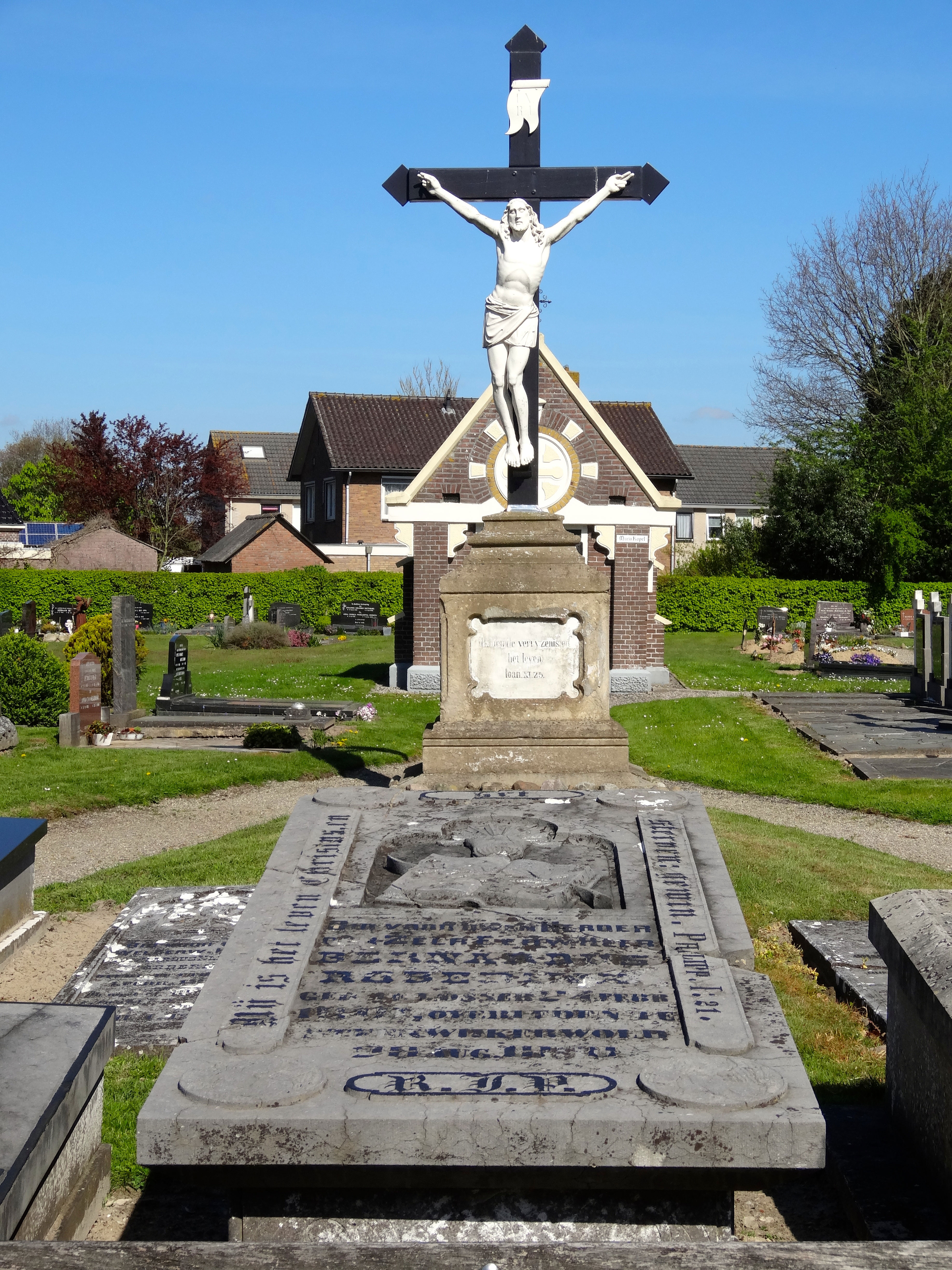
Begraafplaats met kruisbeeld, priestergraven en Mariakapel